# Henrik Ramel (1915–1989)
Henrik Egbert Troil Ramel, född 10 maj 1915 i Kristiania (nuvarande Oslo), död 28 september 1989, var en svensk friherre och diplomat.

## Biografi
Ramel var son till landshövding, friherre Fredrik Ramel och friherrinnan Ida von Essen. Han avlade studentexamen vid Lundsbergs skola 1933 och tog juris kandidatexamen i Lund 1939 innan han blev attaché vid Utrikesdepartementet (UD) 1939. Ramel tjänstgjorde i Berlin 1940, Montréal 1941, Ottawa 1943 och Washington, D.C. 1944. Han var tillförordnad andre sekreterare vid UD 1945, i Nanking 1946 och var tillförordnad förste sekreterare vid UD 1949. Ramel var förste vicekonsul i San Francisco 1951, förste sekreterare vid UD 1957 och förste beskickningssekreterare med beskickningsråds ställning i Haag 1959–1962. Han var ambassadråd i New Delhi, Colombo och Kathmandu 1962–1966, generalkonsul i Genua, Milano och San Marino 1966–1971 samt ambassadör i Kinshasa, Brazzaville, Libreville, Yaoundé och Malabo 1971–1976. Ramel tjänstgjorde vid UD 1977. Han var ambassadör i Guatemala City 1978–1981 med sidoackrediteringar i Managua (från 1979), San José, San Salvador och Tegucigalpa.
Ramel gifte sig 1948 med Saskia van den Berg (1925–2017), dotter till ambassadören Jan van den Berg och Erica Zoetelief-Tromp. Han var far till Jan Henrik (född 1949), Sten (född 1951) och Marcus (född 1958). Makarna Ramel är begravda på Gårdstånga kyrkogård.

## Utmärkelser
Ramels utmärkelser:
- Kommendör av Nederländska Oranien-Nassauorden (KNedONO)
- Riddare av Ungerska republikens Förtjänstorden (RUngRFO)